# Buendía, Mexiko
Buendía är en ort i Mexiko.   Den ligger i kommunen Gómez Palacio och delstaten Durango, i den centrala delen av landet, 800 km nordväst om huvudstaden Mexico City. Buendía ligger 1 113 meter över havet och antalet invånare är 170.
Terrängen runt Buendía är mycket platt. Runt Buendía är det tätbefolkat, med 411 invånare per kvadratkilometer. Närmaste större samhälle är Gómez Palacio, 16,7 km söder om Buendía. Omgivningarna runt Buendía är i huvudsak ett öppet busklandskap.